# Aratuba
Aratuba är en kommun i Brasilien.   Den ligger i delstaten Ceará, i den östra delen av landet, 1 600 km nordost om huvudstaden Brasília. Antalet invånare är 11 529.
Omgivningarna runt Aratuba är huvudsakligen savann. Runt Aratuba är det ganska tätbefolkat, med 80 invånare per kvadratkilometer.